# Patio del Embajador Vich

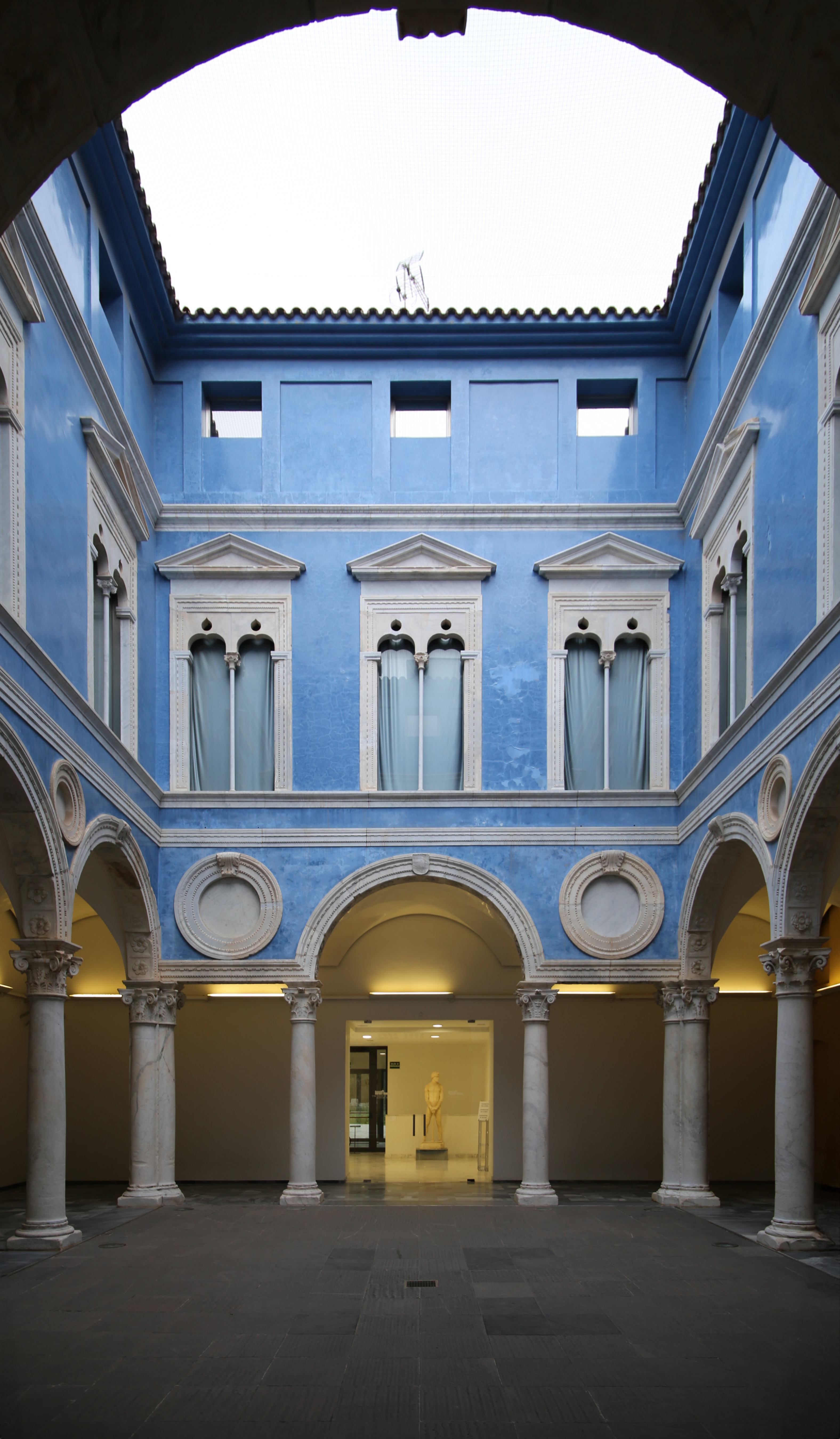
Patio del Embajador Vich (Museo de Bellas Artes de Valencia)

El Patio del Embajador Vich (en valenciano: Pati de l'Embaixador Vich) es un cortile renacentista, hecho con mármol de Génova, construido hacia el 1525 en el palacio de Jerónimo Vich y Valterra de la ciudad de Valencia, embajador de Fernando el Católico en Roma. Es uno de los primeros edificios renacentistas de la península ibérica, estilo que se introdujo desde Valencia.

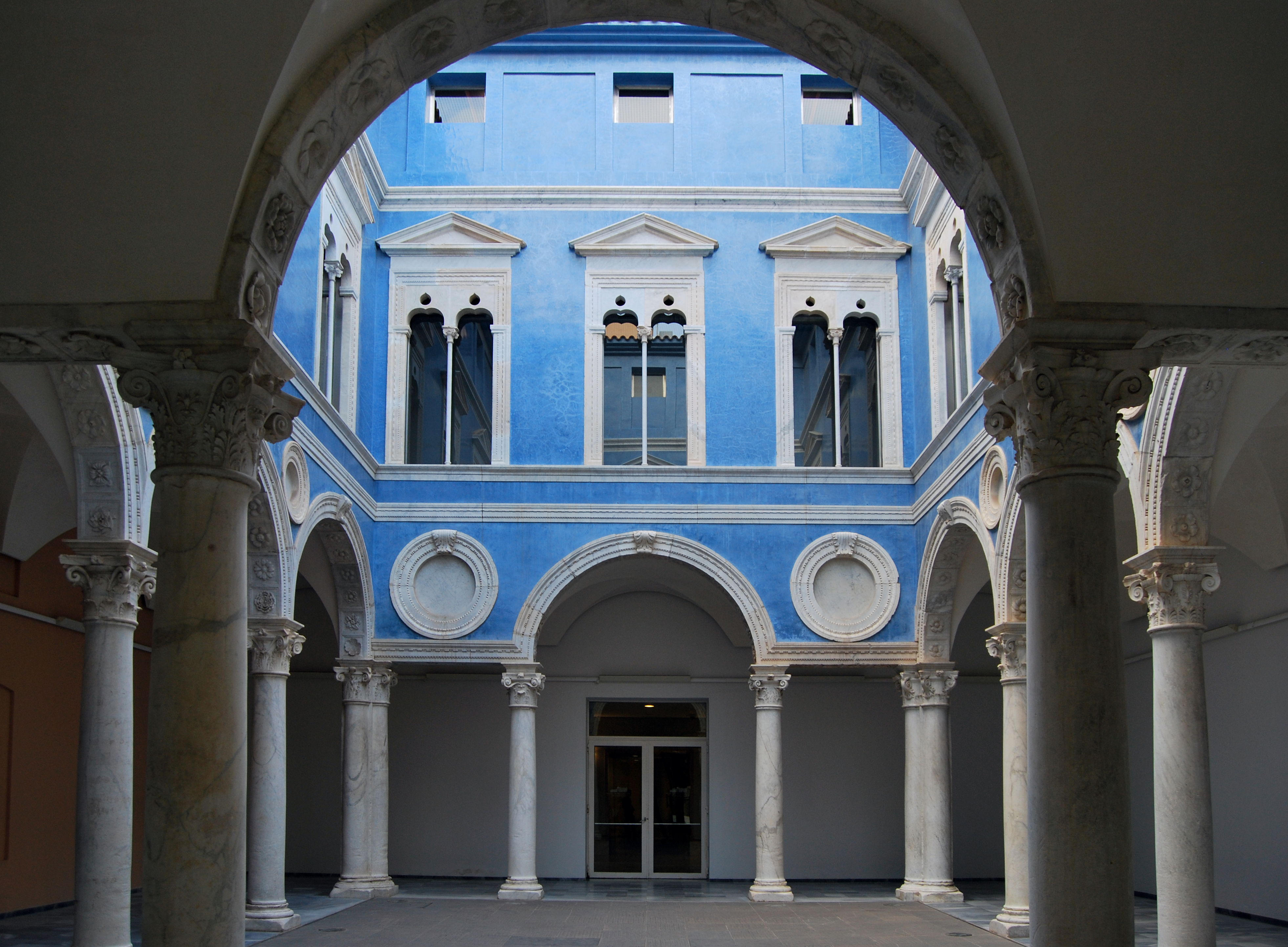
Patio del Palacio del Embajador Vich (Museo de Bellas Artes de Valencia)

Hacia 1850 el palacio del Embajador Vich, que era empleado por una imprenta, se encontraba en estado ruinoso, hasta que se decidió su derribo en 1859. Las piezas de mármol de Génova, que Jerónimo Vich llevó a Valencia para construirlo, se encontraban repartidas por varios edificios de la ciudad, la mayor parte en el convento gótico del Carmen (desde 1860 hasta 2006). En 2007 el patio se reconstruyó íntegramente en el Museo de Bellas Artes de Valencia, aunque parte de las piezas tuvieron que esculpirse ex novo.

## El Palacio

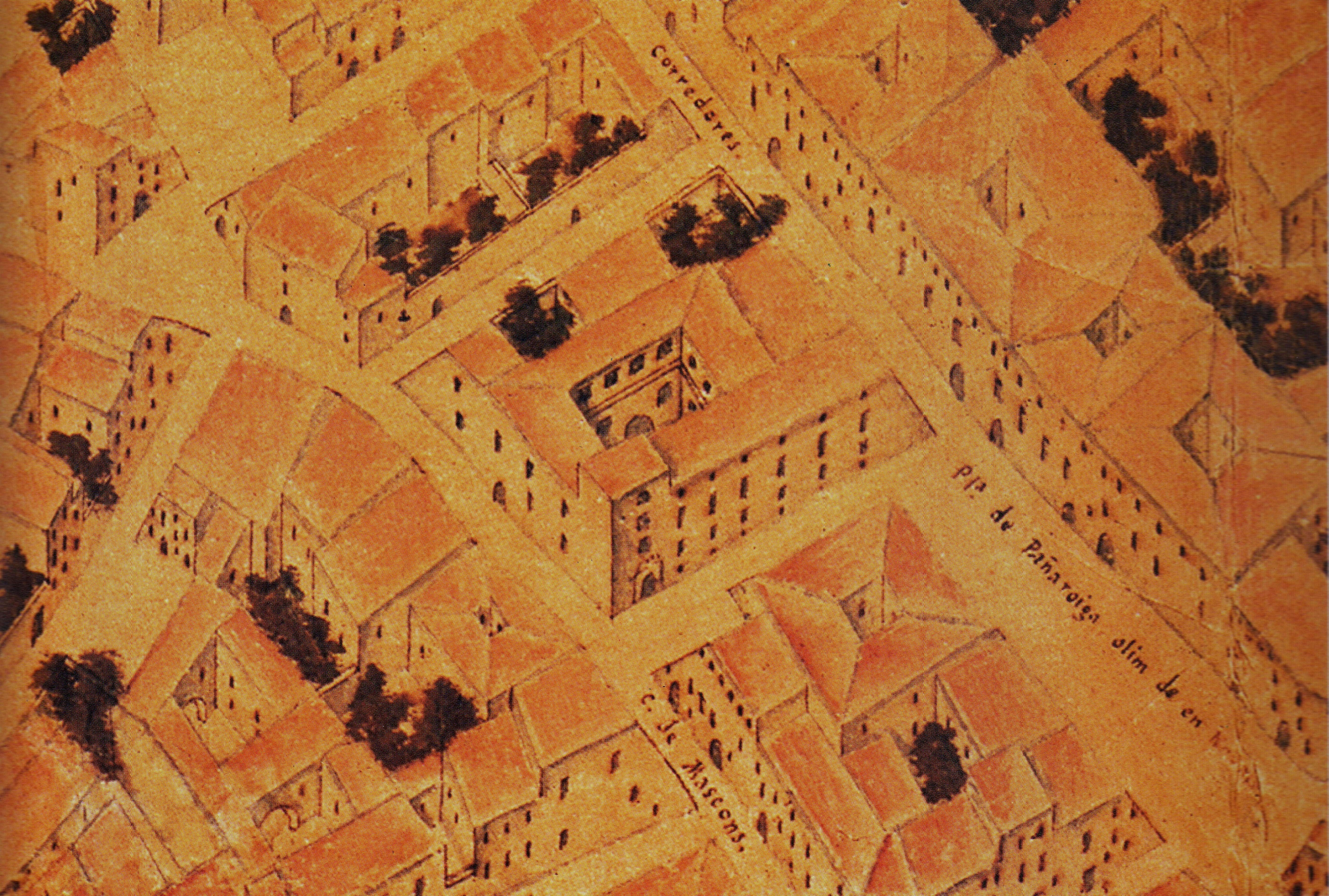
El palacio Vich visto en un plano de Tosca de 1704.

El Palacio del Embajador Vich se situaba en la antigua demarcación parroquial de San Martín de la ciudad de Valencia y parece que su construcción data hacia el 1525, y no antes como se ha dicho (entre 1507 y 1516), ya que su promotor todavía se encontraba en Italia como consejero del Papa León X. Además Jerónimo Vich quedará como embajador de Carlos I hasta 1521 cuando es relevado. Aun parece que no tenía intención de volver inmediatamente a Valencia, ya que durante la primavera de ese año reside en Florencia al abrigo del Papa.
León X muere cuando Vich ya se encuentra en Valencia, pero todavía quedarán en Italia su hermano y cardenal Guillem Ramon y otros viejos aliados suyos. Llegó a Valencia el 21 de junio del mismo año al Grao, donde lo recibió Rodrigo de Mendoza, primer Marqués de Cenete, el gobernador Jerónimo Cabanilles ( quien también había sido embajador de Fernando el Católico en París ) y los jurados de la ciudad. Después de dormir en el convento de Jesús se va al Monasterio de la Murta, muy relacionado con su familia, y no reside en su casa de la calle de los Solers (y no junto al portal de San Vicente como dice el dietario de Soria) seguramente debido a que las Germanías hacían de Valencia una ciudad insegura. Así pues parece que la intención de construir un nuevo palacio se retrasara una vez asentado el embajador en la ciudad y pasados los hechos de las Germanías.
León X muere cuando Vich ya se encuentra en Valencia, pero aun así pues, está fechado el comienzo del palacio hacia 1525-1527, persiste la duda de dónde salieron las trazas del innovador patio. Se ha insinuado que la traza del cortile la llevara el embajador desde Roma y, por tanto, que el artífice fuera italiano, apuntando incluso en el entorno de los Sangallo. De hecho, Antonio da Sangallo el Joven fue el autor de la traza de la iglesia de Santa María de Montserrat en Roma en el 1518, bajo la administración del mismo Jerónimo Vich. Anteriormente Sangallo había trabajado en la iglesia de Santiago de Roma, los castellanos, junto con Donato Bramante, auspiciada también por la corona hispánica. Esta hipótesis no se sustenta porque la arquitectura hecha por Sangallo no se parece a la del patio del palacio Vich, sobre todo en la traza del cuerpo de ventanas, que remiten a modelos propios valencianos. Se podría decir que la traza se forjó formalmente a Valencia pero influida notablemente por el ambiente artístico de la Roma de los papas Julio II y León X.
Un elemento clave del patio que puede desentrañar el artífice de la traza, es el cuerpo de ventanas de la planta noble que da al patio. Esta ventana de curvas, que se podría llamar coronella a la romana, es decir gótica con elementos renacentistas; sólo florece en el ámbito valenciano y tiene su origen en el palacio condal de Oliva, renovado por Serafín de Centelles a principios del siglo XVI y derribado en el siglo XX. Uno de los posibles artífices que debieron tomar parte en las obras del palacio tal como señala el historiador Joan J. Gavara, es el maestro mayor de las obras de la ciudad, Agustín Muñoz.
El 19 de noviembre de 1515 el "Consell de la Ciutat" le concedía una licencia para viajar a Roma "para ciertos negocios", seguramente relacionados con los intereses de los Vich. El mismo Muñoz junto con el cantero Juan de Alicante comenzarán en 1516 la obra de la iglesia del monasterio de Santa María de la Murta, convento jerónimo bajo la protección de la familia Vich, ya que era su panteón familiar. Muñoz, pues, estuvo en Roma durante el momento álgido del papado de León X (1513 - 1521), el patio sería el resultado de ello con una puesta al día después de la llegada del embajador, la corriente renovadora que también se vivía en Valencia (con la presencia de los Hernando por ejemplo) y reforzado por la naturaleza Antiquaria del mármol genovés, todo ello explicaría la vinculación del patio con modelos del Renacimiento romano y el carácter endémico del cuerpo de ventanas.
|  |  |  |

|  |  |